# Usutuvirus
Het usutuvirus is een virussoort uit het geslacht Flavivirus. Het heeft verwantschap met het Japanse-encefalitisvirus en het Westnijlvirus. Het usutuvirus wordt door steekmuggen overgedragen. Het stamt oorspronkelijk uit Afrika en de naam is afgeleid van Usutu, een van de lokale namen van de Maputorivier in Swaziland. Het virus infecteert vogels en zoogdieren, waaronder ook de mens. Bij vogels is de infectie vaak dodelijk.
Dit virus, voor het eerst geïdentificeerd in Zuid-Afrika in 1959, is een emerging infectious disease, een zoönotisch arbovirus dat zorgen baart vanwege zijn pathogeniteit voor de mens en zijn gelijkenis met andere arbovirussen, zoals het Westnijlvirus. Het is gerapporteerd uit verscheidene Afrikaanse landen, waaronder Senegal, Centraal-Afrikaanse Republiek, Nigeria, Oeganda, Burkina Faso, Ivoorkust en Marokko. Slechts twee gevallen zijn bij mensen in Afrika beschreven, in 1981 en 2004, waarvan een goedaardig en een ernstig geval . Het virus is voor het eerst in 2001 buiten Afrika geconstateerd in Oostenrijk, waar het belangrijke sterfte veroorzaakte onder merels in Wenen.
In de herfst van het jaar 2009 werd in Italië voor het eerst usutukoorts bij een patiënt vastgesteld. Bij immuundeficiënte en oudere mensen zijn zware ziekteverlopen waargenomen. De infectie gaat gepaard met koorts, hoofdpijn en huiduitslag en kan in het ergste geval hersenvliesontsteking (encefalitis) veroorzaken.

## Verspreiding in Europa

### Eerste voorvallen in Oostenrijk
Sinds 2001 zijn in Oostenrijk veelvuldig wilde vogels aan het usutuvirus gestorven (veelal merels). In 2003 werden sterfgevallen in Wenen en omgeving bij merels geconstateerd en af en toe ook bij laplanduilen, koolmezen, pimpelmezen, huismussen, zanglijsters en boomklevers.

### Hongarije, Zwitserland en Italië
Vanaf 2005 resp. 2006 zijn ook in Hongarije, Zwitserland en Italië wilde vogels aan het virus gestorven.
Onderzoekingen toonden met terugwerkende kracht aan dat sterfgevallen van vogels die reeds in 1996 in Toscane plaatsvonden, tot het usutuvirus teruggeleid konden worden.

### Duitsland
In september 2011 werd het virus in een dode merel uit Birkenau in Hessen aangetoond door medewerkers van het Bernhard-Nochtinstituut voor Tropengeneeskunde in Hamburg. Enkele dagen daarna is het virus door het Friedrich-Loefflerinstituut ontdekt in vier merels uit Mannheim en Dossenheim in Baden-Württemberg. Volgens de nieuwste inzichten hebben geïnfecteerde exotische steekmuggen via goederentransporten Duitsland bereikt. Het usutuvirus is echter niet uitsluitend op exotische muggen als gastheer aangewezen, maar wordt ook door inheemse steekmugsoorten overgedragen. Zelfs de eieren en de larven van muggen herbergen het virus. Vogels en andere dieren worden door de geïnfecteerde muggen gestoken, het virus wordt overgedragen en bij een volgende steek wordt het virus aan een andere mug doorgegeven.
In juli 2012 werd een geïnfecteerde merel in Siegen in Noordrijn-Westfalen gevonden, een eerdere aanname ontkrachtend dat het virus zich slechts via rivierdalen zou verspreiden. De uitbraak van het virus zou ook andere bondsstaten kunnen treffen.
In de herfst van 2016 werden door de Naturschutzbund Deutschland (NABU) in twee weken meer dan 600 dode vogels geteld, voornamelijk merels. Zwaartepunten van de sterfgevallen waren volgens gegevens van de NABU Nordrhein-Westfalen, de omgevingen van Leipzig en Berlijn, Sleeswijk-Holstein en het noorden van Nedersaksen.

### Nederland en België
Sinds augustus 2016 is het zeker dat het usutuvirus ook in Nederland rondwaart. Het Erasmus MC in Rotterdam heeft het virus al bij 15 dode merels aangetoond. Enkele laplanduilen bij dierenhouders zijn ook doodgegaan aan het virus. De Vlaamse natuurorganisatie Natuurpunt heeft gemeld dat ook in België grote vogelsterfte plaatsvindt als gevolg van het usutuvirus. Inmiddels zijn er talloze meldingen van vogelliefhebbers binnengekomen over sterfte van merels en andere zangvogels of over het grotendeels verdwijnen van vogels uit tuinen. Wintervoeding voor vogels blijft op vele plaatsen grotendeels onaangeroerd.